# Яна (Болгария)
Яна (болг. Яна) — село в Болгарии. Находится в Городской области Софии, входит в общину Столична. Население составляет 1 133 человека.
Близ села была средневековая крестовокупольная церковь, разрушена в начале XX века.

## Политическая ситуация
В местном кметстве Яна, в состав которого входит Яна, должность кмета (старосты) исполняет Георги Добрев Тасков (Граждане за европейское развитие Болгарии (ГЕРБ)) по результатам выборов правления кметства.
Кмет (мэр) общины Столична — Бойко Методиев Борисов (Граждане за европейское развитие Болгарии (ГЕРБ)) по результатам выборов в правление общины.